# Vladimír Weiss (Fußballspieler, 1964)
Vladimír Weiss (* 22. September 1964 in Bratislava, Tschechoslowakei) ist ein ehemaliger slowakischer Fußballspieler und derzeitiger -trainer.

## Spielerkarriere
Weiss spielte in seiner Jugend für Rapid Bratislava und ČH Bratislava. Seine erste Station war Agro Hurbanovo, mit dem er aus der dritten in die zweite Liga aufstieg. Zur Saison 1986/87 wechselte Weiss zu Inter Bratislava, für das er in den nächsten sechseinhalb Jahren 126 Erstligaspiele bestritt. In dieser Zeit wurde der Mittelfeldspieler in die Tschechoslowakische Nationalmannschaft berufen, für die er 19 Länderspiele bestritt und an der Weltmeisterschaft 1990 in Italien teilnahm.
Anfang 1993 ging Weiss zu Sparta Prag, nach nur einem halben Jahr wechselte er erneut den Verein und spielte fortan für Petra Drnovice. Nach einer Saison in der tschechischen Liga ging Weiss in die Slowakei und schloss sich dem 1. FC Košice an. Zwischen 1993 und 1995 wurde Weiss zwölfmal in der Slowakischen Nationalmannschaft eingesetzt. Nach einem Jahr bei DAC Dunajská Streda stand der Defensivspieler von 1996 bis 2000 beim FC Petržalka 1898 unter Vertrag, wo er zugleich Assistenztrainer war.

## Trainerkarriere
Nach vier Jahren als Co-Trainer in Petržalka rückte Weiss nach dem Ende seiner Spielerkarriere auf den Posten des hauptverantwortlichen Trainers. Unter seiner Leitung wurde Artmedia 2004/05 slowakischer Meister und erreichte 2005/06 die Gruppenphase der UEFA Champions League. Zur Saison 2006 wurde er Coach beim russischen Erstligisten Saturn Ramenskoje. Nach anderthalb Jahren in Russland kehrte Weiss Mitte 2007 zum FC Petržalka 1898 zurück. Im Juli 2008 übernahm Weiss die Slowakische Fußballnationalmannschaft. Mit dieser schaffte er die Qualifikation für die Fußball-Weltmeisterschaft 2010 in Südafrika. Es war das erste Mal, dass sich die slowakische Mannschaft für ein internationales Turnier qualifiziert. Bei der WM erreichte Weiss das Achtelfinale. Im August 2011 wurde Weiss auch Trainer vom slowakischen Meister ŠK Slovan Bratislava. Am 30. Januar 2012 trat er als Nationaltrainer zum 31. Januar zurück. Seit November 2012 trainierte er den FK Qairat Almaty aus Kasachstan, der zu den erfolgreichsten Vereinen der Premjer-Liga zählt. Mit Kairat gewann Weiss zwei nationale Pokale (2014 und 2015). Im Dezember 2015 lief sein Vertrag beim FC Kairat aus.
Im März 2016 wurde Weiss als Trainer der Georgischen Fußballnationalmannschaft verpflichtet, wo er bis November 2020 blieb.
Im April 2021 wurde er erneut Trainer von Slovan Bratislava und wurde Meister sowie Pokalsieger.

## Sonstiges
Weiss’ gleichnamiger Vater Vladimír Weiss starší war ebenfalls Fußballspieler, er spielte dreimal in der Tschechoslowakischen Nationalmannschaft. Weiss’ gleichnamiger Sohn ist slowakischer Nationalspieler und lief als Profi u. a. in der englischen Premier League und in der spanischen Primera División auf.